# Danny Batth
Daniel Tanveer „Danny” Batth (ur. 21 września 1990 w Brierley Hill) – angielski piłkarz pochodzenia pendżabskiego grający na pozycji środkowego obrońcy w Blackburn Rovers.

## Kariera

### Wolverhampton Wanderers
Batth dołączył do akademii Wolverhampton Wanderers w wieku 10 lat. W lipcu 2009 podpisał pierwszy profesjonalny kontrakt z klubem. W seniorskiej drużynie zadebiutował 24 sierpnia 2010, w meczu Pucharu Ligi Angielskiej przeciwko Southend United.

#### Wypożyczenie do Colchester United
17 września 2009 Batth przeszedł do Colchester United występującego w League One na zasadzie wypożyczenia, przedłużonego później do końca sezonu. Zadebiutował 19 września, rozgrywając pełne 90 minut w ligowym zwycięstwie 2:0 nad Hartlepool United, uzyskując nagrodę Zawodnika Meczu. 20 lutego 2010 przeciwko Oldham Athletic strzelił pierwszego w profesjonalnej karierze gola, który okazał się w tym meczu być zwycięskim. Pod koniec sezonu, po powrocie do Wolverhampton, został nazwany "Młodzieżowcem Roku".

#### Wypożyczenie do Sheffield United
25 listopada 2010 Batth został wypożyczony do Sheffield United, gdzie wystąpił tylko w jednym ligowym meczu i w grudniu 2010 powrócił do Wolverhampton.

#### Wypożyczenia do Sheffield Wednesday
16 marca 2011 Batth dołączył do Sheffield Wednesday na zasadzie wypożyczenia do końca sezonu. Po wystąpieniu w 10 ligowych meczach, rozgrywając w każdym z nich pełne 90 minut, klub z Sheffield zdecydował się na ponowne wypożyczenie Anglika na sezon 2011/12. Wednesday zakończyło ten sezon na 2. miejscu w tabeli, uzyskując awans do Championship. Batth odegrał kluczową rolę w sukcesie klubu, tworząc duet w obronie wraz z Robem Jonesem i występując w 44 ligowych spotkaniach.

#### Powrót do Wolverhampton
30 sierpnia 2012, w pierwszym meczu sezonu rozgrywanym przez Battha, Wolverhampton wygrało w Pucharze Ligi z Northampton Town 3:1, a sam Anglik strzelił gola otwierającego wynik. 29 września 2012 obrońca zaliczył ligowy debiut dla Wolves w ligowym zwycięstwie 2:1 nad Sheffield Wednesday, zastępując Kevina Doyle'a. 9 lutego 2013 Batth zdobył pierwszą ligową bramkę dla klubu, dającą w doliczonym czasie gry remis z Leeds United. Pomimo dobrego początku sezonu, Wolverhampton zakończyło na 23. miejscu w tabeli, spadając do League One– ich druga degradacja z rzędu. Sam Batth wystąpił w 12 spotkaniach, z czego w czterech z nich rozegrał pełne 90 minut.
W styczniu 2014 Batth podpisał nowy kontrakt z klubem, obowiązujący do lata 2017. Na koniec sezonu 2013/14 drużyna Kennyego Jacketta wygrała League One, zdobywając rekordowe 103 punkty. Anglik rozegrał w lidze każdą dostępną minutę, kończąc sezon z 46 występami na koncie. Znalazł się także w Drużynie Roku PFA League One.
Sezon 2014/15 Wolverhampton jako beniaminek Championship zakończyło na 8. miejscu w tabeli, a sam Batth wystąpił w 44 spotkaniach. Pomimo tego, że kapitanem klubu oficjalnie pozostał Sam Ricketts, podczas większości meczów opaskę kapitańską nosił Batth. Przez kolejne dwa sezony Anglik pozostał kluczową postacią jako kapitan drużyny Wilków, która kończyła kolejno na 14. i 15. miejscu w tabeli.

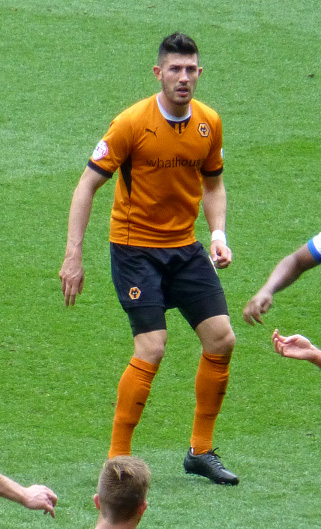
Batth w barwach Wolverhampton w 2014

Po tym, jak na początku sezonu 2017/18 trenerem Wolverhampton został Nuno Espirito Santo, Batth stracił swoje miejsce w podstawowej jedenastce klubu, rozgrywając jedynie 16 ligowych spotkań. Pomimo zdobycia przez Wolverhampton mistrzostwa i uzyskania awansu do Premier League, Batth przyczynił się do jednych z najbardziej dotkliwych porażek w tym sezonie, m.in. 1:4 z Aston Villą oraz 0:3 z Sunderlandem.

#### Wypożyczenie do Middlesbrough
31 sierpnia 2018 Batth powrócił do Championship, dołączając do Middlesbrough na zasadzie wypożyczenia do końca sezonu. Dla Boro wystąpił w 10 ligowych spotkaniach.

### Stoke City
29 stycznia 2019 Batth dołączył do Stoke City za 3 miliony funtów, podpisując 3½–letni kontrakt. Zadebiutował 2 lutego w meczu przeciwko Hull City, równocześnie zakładając opaskę kapitańską w nieobecność Ryana Shawcrossa. Stoke zakończyło sezon 2018/19 na 16. miejscu w tabeli, a sam Batth wystąpił w 17 ligowych spotkaniach, rozgrywając każdą dostępną minutę.
27 sierpnia strzelił pierwszego gola dla klubu, otwierającego wynik w meczu Pucharu Ligi przeciwko Leeds United zakończonego zwycięstwem Stoke po konkursie rzutów karnych. Batth pozostał kluczową postacią w drużynie The Potters, grając w 72 meczach Championship na przestrzeni dwóch następnych sezonów.

### Sunderland
18 stycznia 2022, po wystąpieniu jedynie w 11 ligowych meczach w pierwszej połowie sezonu, Batth dołączył do występującego w League One Sunderland na zasadzie wolnego transferu. Na Stadium of Light zadebiutował 22 stycznia, w zwycięstwie 1:0 z Portsmouth. Pierwszego gola dla klubu strzelił 23 kwietnia, w zwycięstwie 5:1 z Cambridge United. Sunderland zakończyło sezon 2021/22 na 5. miejscu w tabeli, ostatecznie wygrywając finał baraży i uzyskując awans do Championship. Sam Batth rozegrał pełne 90 minut w obu meczach półfinałowych z Sheffield Wednesday oraz w finale z Wycombe Wanderers.
W sezonie 2022/23 Batth wystąpił w 40 meczach Championship, pomagając klubowi w walce o baraże o awans do Premier League. Nie zagrał jednak w barażach, które zakończyły się dla Czarnych Kotów porażką w półfinale z Luton Town. Pomimo tego, pod koniec sezonu został nazwany Graczem Roku w klubie.

### Norwich City
1 września 2023 Batth dołączył do Norwich City na zasadzie wolnego transferu, podpisując 1–letni kontrakt. W pierwszym i jedynym sezonie Anglika w klubie nie potrafił się przebić do podstawowej jedenastki Norwich, występując jedynie w 16 ligowych spotkaniach.

### Blackburn Rovers
1 sierpnia 2024 Batth przeszedł do Blackburn Rovers, podpisując kontrakt obowiązujący do czerwca 2025. 9 sierpnia w ligowym zwycięstwie 4:2 z Derby County zaliczył debiut dla klubu, zastępując w 87. minucie Tyrhysa Dolana. Pierwszą bramkę dla klubu zdobył 28 września 2024, w zwycięstwie 2:0 z Queens Park Rangers. 1 stycznia 2025, w ligowym meczu przeciwko Leeds United– ówczesnym liderem i ewentualnym zwycięzcą ligi, w 90. minucie gry Batth strzelił gola ustanawiającego wynik na 1:1. Blackburn zakończyło sezon na 7. miejscu w tabeli, jeden punkt od miejsca gwarantującego udział w barażach o awans do Premier League. Batth pełnił kluczową rolę w drużynie Rovers, tworząc duet w obronie wraz z Dominicem Hyamem i występując w 37 meczach Championship.

## Statystyki
(aktualne na dzień 4 maja 2025)
| Klub                       | Sezon              | Liga               | Liga  | Liga   | Puchar Anglii | Puchar Anglii | Puchar Ligi | Puchar Ligi | Inne  | Inne   | Suma  | Suma   |
| Klub                       | Sezon              | Dywizja            | Mecze | Bramki | Mecze         | Bramki        | Mecze       | Bramki      | Mecze | Bramki | Mecze | Bramki |
| -------------------------- | ------------------ | ------------------ | ----- | ------ | ------------- | ------------- | ----------- | ----------- | ----- | ------ | ----- | ------ |
| Wolverhampton Wanderers    | 2009/10            | Premier League     | 0     | 0      | 0             | 0             | 0           | 0           | —     | —      | 0     | 0      |
| Wolverhampton Wanderers    | 2010/11            | Premier League     | 0     | 0      | 0             | 0             | 1           | 0           | —     | —      | 1     | 0      |
| Wolverhampton Wanderers    | 2012/13            | Championship       | 12    | 1      | 0             | 0             | 2           | 1           | —     | —      | 14    | 2      |
| Wolverhampton Wanderers    | 2013/14            | League One         | 46    | 2      | 2             | 0             | 1           | 0           | 1     | 0      | 50    | 2      |
| Wolverhampton Wanderers    | 2014/15            | Championship       | 44    | 4      | 2             | 0             | 0           | 0           | —     | —      | 46    | 3      |
| Wolverhampton Wanderers    | 2015/16            | Championship       | 38    | 2      | 1             | 0             | 0           | 0           | —     | —      | 39    | 2      |
| Wolverhampton Wanderers    | 2016/17            | Championship       | 39    | 4      | 1             | 0             | 1           | 0           | —     | —      | 41    | 4      |
| Wolverhampton Wanderers    | 2017/18            | Championship       | 16    | 1      | 1             | 0             | 4           | 1           | —     | —      | 21    | 2      |
| Wolverhampton Wanderers    | 2018/19            | Premier League     | 0     | 0      | 0             | 0             | 0           | 0           | —     | —      | 0     | 0      |
| Wolverhampton Wanderers    | Ogólnie            | Ogólnie            | 195   | 14     | 7             | 0             | 9           | 2           | 1     | 0      | 212   | 16     |
| Colchester United (wyp.)   | 2009/10            | League One         | 17    | 1      | 1             | 0             | 0           | 0           | —     | —      | 18    | 1      |
| Sheffield United (wyp.)    | 2010/11            | Championship       | 1     | 0      | 0             | 0             | 0           | 0           | —     | —      | 1     | 0      |
| Sheffield Wednesday (wyp.) | 2010/11            | League One         | 10    | 0      | 0             | 0             | 0           | 0           | —     | —      | 10    | 0      |
| Sheffield Wednesday (wyp.) | 2011/12            | League One         | 44    | 2      | 4             | 0             | 1           | 0           | —     | —      | 49    | 3      |
| Sheffield Wednesday (wyp.) | Ogólnie            | Ogólnie            | 54    | 2      | 4             | 0             | 1           | 0           | 0     | 0      | 59    | 2      |
| Middlesbrough (wyp.)       | 2018/19            | Championship       | 10    | 0      | 0             | 0             | 3           | 0           | —     | —      | 13    | 0      |
| Stoke City                 | 2018/19            | Championship       | 17    | 0      | 0             | 0             | 0           | 0           | —     | —      | 17    | 0      |
| Stoke City                 | 2019/20            | Championship       | 43    | 4      | 0             | 0             | 2           | 1           | —     | —      | 45    | 5      |
| Stoke City                 | 2020/21            | Championship       | 29    | 1      | 1             | 0             | 2           | 0           | —     | —      | 32    | 1      |
| Stoke City                 | 2021/22            | Championship       | 11    | 0      | 0             | 0             | 2           | 0           | —     | —      | 13    | 0      |
| Stoke City                 | Ogólnie            | Ogólnie            | 100   | 5      | 1             | 0             | 6           | 1           | —     | —      | 107   | 6      |
| Sunderland                 | 2021/22            | League One         | 9     | 1      | 0             | 0             | 0           | 0           | 3     | 0      | 12    | 1      |
| Sunderland                 | 2022/23            | Championship       | 40    | 0      | 2             | 0             | 0           | 0           | 0     | 0      | 42    | 0      |
| Sunderland                 | 2023/24            | Championship       | 0     | 0      | 0             | 0             | 1           | 0           | —     | —      | 1     | 0      |
| Sunderland                 | Ogólnie            | Ogólnie            | 49    | 1      | 2             | 0             | 1           | 0           | 3     | 0      | 55    | 1      |
| Norwich City               | 2023/24            | Championship       | 16    | 1      | 2             | 0             | 0           | 0           | 0     | 0      | 18    | 1      |
| Blackburn Rovers           | 2024/25            | Championship       | 37    | 2      | 2             | 0             | 2           | 0           | —     | —      | 41    | 2      |
| Ogólnie w karierze         | Ogólnie w karierze | Ogólnie w karierze | 479   | 26     | 19            | 0             | 22          | 3           | 4     | 0      | 514   | 29     |

1. ↑  Występy w EFL Trophy
2. ↑  Występy w barażach o awans do Championship

## Sukcesy

### Wolverhampton Wanderers
- EFL League One: 2013/14[22]
- EFL Championship: 2017/18[53]

### Sunderland
- Baraże o awans do Championship: 2022[39]

### Indywidualne
- Młodzieżowiec Roku Wolverhampton Wanderers: 2009/10[1]
- Drużyna Roku PFA League One: 2013/14[24]
- Gracz Roku Sunderland: 2022/23[44]